# Sternotomis andrewesi
Sternotomis andrewesi là một loài bọ cánh cứng trong họ Cerambycidae.